# یان بوداژ
یان بوداژ (چکی: Jan Budař؛ زادهٔ ۳۱ ژوئیهٔ ۱۹۷۷) بازیگر، کارگردان فیلم، فیلم‌نامه‌نویس، آهنگساز و خواننده اهل جمهوری چک است. بوداژ همچنین با گروهی به نام «گروه الیشکا» آواز می‌خواند و فیلم‌های کوتاه، مستند و ویدئو تولید می‌کند. در مارس ۲۰۰۵، بوداژ برای بازی در فیلم «قهرمانان» جایزه شیر چک را در بخش «بهترین بازیگر نقش مکمل مرد» دریافت کرد. در فوریه ۲۰۰۵، بوداژ برای نمایندگی سینمای چک به جشنواره فیلم برلیناله ۲۰۰۵ در برلین رفت.
از فیلم‌ها یا برنامه‌های تلویزیونی که وی در آن نقش داشته‌است، می‌توان به لیدیتسه، بوته سوزان، کسالت در برنو و انتروپوید اشاره کرد.